# Waldfeuchter Windmühle

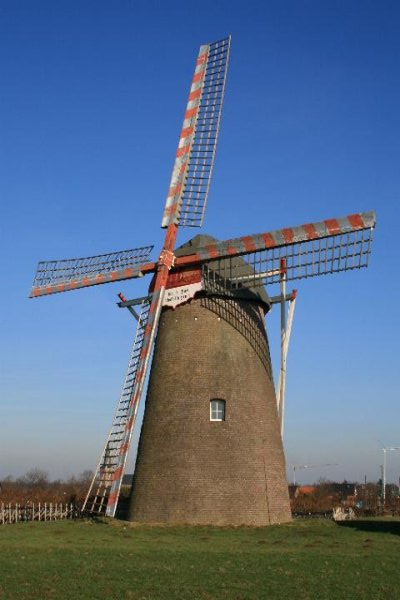
Waldfeuchter Windmühle

De Waldfeuchter Windmühle is een windmolen te Waldfeucht in de Duitse deelstaat Noordrijn-Westfalen.

## Geschiedenis
De molen werd gebouwd in 1898, nadat in 1897 de standerdmolen verloren was gegaan. De nieuwe molen was een ronde stenen molen van het type grondzeiler. Deze fungeerde als korenmolen en had drie kollergangen. Een elektromotor werd ingezet bij windstilte. In de late herfst van 1944 werkte de molen om de mensen in de buurt van het front, dat enkele kilometers westelijker was gelegen, van voedsel te voorzien. Er werd toen slechts 's nachts gemalen. Toen het front verder naar het oosten oprukte, bleef de molen gespaard.
Op 22 februari 1945 geschiedde er toch een ongeluk: Vier Amerikaanse soldaten die landmijnen onschadelijk hadden gemaakt kwamen door een explosie om. In 1986 werd een plaquette aangebracht om deze soldaten te herdenken.
De molen is in goede staat en maalvaardig.
Op het molenbord is de tekst aangebracht: Ech kier de Nuet on schaff öch Brued, doch Koar on Kear jiest Gott, der Hëar.